# CoRoT-1
CoRoT-1 är en ensam stjärna i den mellersta delen av stjärnbilden Enhörningen. Den har en skenbar magnitud av ca 13,6 och kräver ett teleskop för att kunna observeras. Baserat på parallax enligt Gaia Data Release 2 på ca 1,2 mas, beräknas den befinna sig på ett avstånd på ca 2 630 ljusår (ca 810 parsek) från solen. Den rör sig bort från solen med en heliocentrisk radialhastighet på ca 23 km/s.

## Nomenklatur och historik
Beteckningen "CoRoT" är ett resultat av dess observation av det franskstyrda Convection, Rotation och Planetary Transits-uppdraget, som startade i slutet av december 2006 med målet att söka efter exoplaneter genom att mäta den varierande ljusstyrkan hos kandidatstjärnor när de transiteras av någon förekommande exoplanet. CoRoT:s andra mål var studier av stjärnornas inre egenskaper, genom att analysera egenskaperna och beteendet hos ljus som frigörs från stjärnan. Den numeriska beteckningen tilldelades eftersom den första exoplaneten som upptäcktes av CoRoT-teleskopet hittades i omloppsbana kring denna stjärna.

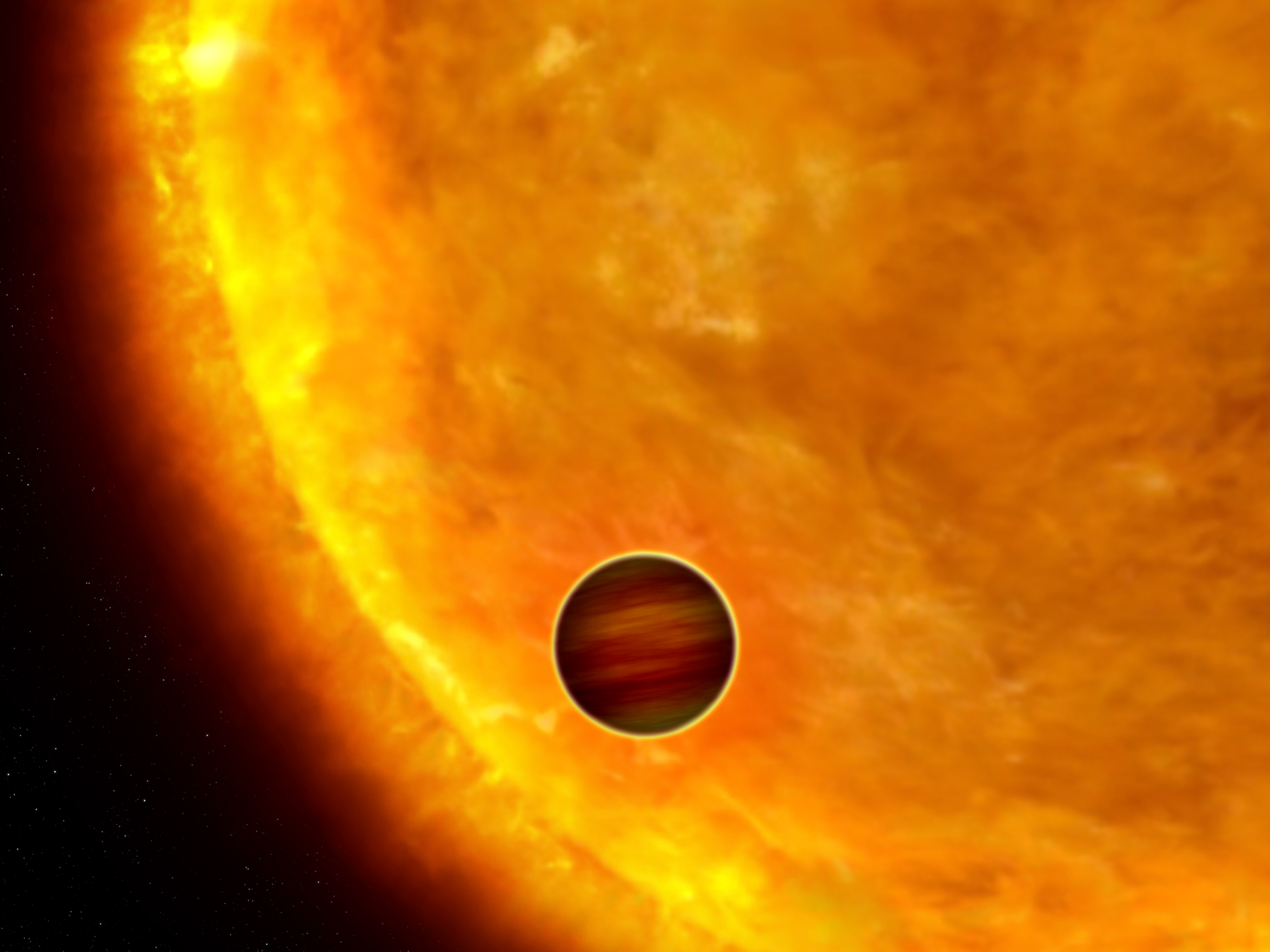
En konstnärs uttryck av CoRoT-1 och en "het Jupiter" exoplanet

CoRoT-1 är en gul till vit solliknande stjärna i huvudserien av spektralklass G0 V. Den har en massa som är ca 0,34 solmassor, en radie som är ca 1,1 solradier och har en effektiv temperatur av ca 6 000 K.
När CoRoT-1 observerades av CoRoT-teleskopet under en kontinuerlig period av sextio dygn efter att de preliminära resultaten släpptes den 23 maj 2007, uppvisade stjärnans ljusmönster som var identiska med pulserande variabla stjärnor med egenskaper som liknar solens.
Vid en sökning efter följeslagare med hjälp av Lucky-avbildningsobservationer med det danska 1,54 m-teleskopet vid La Silla-observatoriet i Chile hittades inga sådana.

## Planetsystem

Transitmetoden, som kan dokumentera när planeter förmörkar sin stjärna sett från jorden, användes för att upptäcka CoRoT-1b.

CoRoT-1  har en transiterande exoplanet, CoRot-1b, den första exoplaneten som upptäcktes av rymdfarkosten CoRoT Mission. Planeten, som liknar planeten Jupiter när det gäller massa, kretsar ungefär 0,02 AE från moderstjärnan. Som jämförelse kretsar planeten Merkurius vid ungefär 0,387 AE från solen. CoRoT-1b antas vara tidsmässigt låst till sin stjärna.
Planeten var den första som observerades optiskt snarare än genom infraröd strålning. Till skillnad från andra "heta Jupiter" verkar detta betyda att värmeöverföringen mellan planetens halvklot som vetter mot stjärnan och halvklotet som vetter bort inte är signifikant.
| Planet | Massa          | Halv storaxel (AE) | Siderisk omloppstid (d) | Excentricitet | Inklination   | Radie            |
| ------ | -------------- | ------------------ | ----------------------- | ------------- | ------------- | ---------------- |
| b      | 1,23 ± 0,10 MJ | 0,02752 ± 0,00022  | 1,5089682 ± 0,0000005   | <0,036        | 85,10 ± 0,50° | 1,715 ± 0,030 RJ |